# José Alberto Quiñónez
José Alberto Quiñónez Navarro (Tlaltenango, Zacatecas; 28 de julio de 1990) es un artista marcial mixto mexicano que compite en la división de peso gallo. Su apodo de El Teco se acuñó en honor al equipo de fútbol Estudiantes Tecos de su país natal.

## Primeros años
Nació en Tlaltenango de Sánchez Román en el estado de Zacatecas. De niño, Quiñones estuvo interesado e involucrado en el fútbol cuando era joven, donde probó para los equipos de Estudiantes Tecos y Pachuca. Hizo la transición para entrenar artes marciales cuando era un adolescente junto con su hermano Cristian «Taylon» Quiñónez, comenzando en boxeo y jiu jitsu y posteriormente MMA.
Antes de su inicio como peleador, Quiñónez fue mesero en su lugar de origen.

## Carrera de artes marciales mixtas
Quiñónez tuvo todas sus peleas en el circuito mexicano y acumuló un récord de 3-1 antes de unirse a la Ultimate Fighting Championship (UFC).

### The Ultimate Fighter
Quiñónez fue seleccionado como uno de los concursantes de la división de peso gallo de la serie de terrealidad The Ultimate Fighter: Latin America, bajo el equipo de Cain Velasquez en agosto de 2014.
En la ronda de eliminación, Quiñónez derrotó a Bentley Syler por nocaut técnico en la primera ronda. Luego se enfrentó a Marco Beltrán en las semifinales y ganó por decisión unánime.

### Ultimate Fighting Championship
Quiñónez hizo su debut promocional el 15 de noviembre de 2014 en UFC 180. Se enfrentó a Alejandro Pérez en la final de The Ultimate Fighter: Latin America 1 en la Ciudad de México. Fue derrotado por Pérez por decisión unánime (29-26, 29-26, 28-27).
Luego se enfrentó a Leonardo Morales el 6 de junio de 2015 en UFC Fight Night 68. Sometió a Morales a los dos minutos del primer asalto a través de un estrangulador trasero desnudo.
Después de una pausa de 15 meses debido a una lesión en la rodilla, Quiñónez volvió a enfrentarse a Joey Gomez el 17 de septiembre de 2016 en UFC Fight Night 94. Después de una pelea de tres asaltos, Quiñónez superó a Gómez y los jueces otorgaron la victoria a Quiñónez por decisión unánime (29-28, 30-27, 30-27).
Quiñónez se enfrentó a Diego Rivas en UFC Fight Night 114 el 5 de agosto de 2017. Ganó la pelea por decisión unánime.
Quiñónez se enfrentó a Teruto Ishihara el 10 de febrero de 2018 en UFC 221. Ganó la pelea por decisión unánime.
Se esperaba que Quiñónez enfrentaría a Sean O'Malley el 6 de octubre de 2018 en UFC 229. Sin embargo, O'Malley fue retirado de la pelea semanas antes después de fallar una prueba de drogas de USADA. A su vez, los funcionarios de promoción optaron por eliminar a Quiñónez de la cartelera y sería reprogramado para un evento futuro.
Quiñónez se enfrentó a Nathaniel Wood el 16 de marzo de 2019 en UFC Fight Night 147. Perdió la pelea vía sumisión de estrangulamiento trasero desnudo en la segunda ronda.
Quiñónez se enfrentó Carlos Huachin el 21 de septiembre de 2019 en UFC Fight Night: Rodríguez vs. Stephens. Ganó la pelea por decisión unánime.
Quiñónez se enfrentó a Sean O'Malley el 7 de marzo de 2020 en UFC 248. Perdió la pelea por nocaut técnico en el primer asalto.
En un inicio, estaba programado para enfrentar a Louis Smolka el 14 de noviembre de 2020 en UFC Fight Night 182. En los pesajes, Smolka pesó 139 libras, tres libras por encima del límite de pelea sin título de peso gallo. La pelea procederá en peso pactado y Smolka fue multado con el 20% de su bolsa, que irá a Quiñónez. Smolka se retiró de sus peleas al día siguiente como consecuencia del corte de peso y estas fueron canceladas. La pelea quedó intacta y finalmente tuvo lugar en UFC on ESPN: Hermansson vs. Vettori el 5 de diciembre de 2020. Quiñónez perdió la pelea por nocaut técnico en la segunda ronda.

### Retorno a México
En 2022, Quiñónez volvería a competir en su tierra natal, esta vez bajo contrato con la promoción Budo Sento Championship. Fue programado para enfrentarse a Javier Guzmán el 9 de diciembre de ese año en BSC 12. Ganó la pelea por nocaut técnico en el primer asalto.
Después, Quiñónez se enfrentó a Víctor Madrigal por el Campeonato de Peso Gallo de BSC el 21 de abril de 2023 en BSC 14. Sin embargo, fracasó en su intento de capturar el título al caer por nocaut técnico en el primer asalto.
En 2023, Quiñónez llegaría a LUX Fight League, donde se enfrentó a Jonas Ortega el 24 de noviembre en LUX 037. Ganó la pelea por decisión unánime.
Quiñónez se enfrentó a Édgar Delgado por el Campeonato de Peso Pluma de LUX el 28 de junio de 2024 en LUX 043. Perdió la pelea por sumisión el primer asalto tras no poder romper una heel hook.

## Vida personal
Quiñónez se crio en uno de los barrios más peligrosos de México, según ha declarado en entrevistas. A pesar de ello, condenaba la violencia, y se mantuvo al margen de los problemas. Sus pasatiempos son la lectura y el senderismo en la naturaleza.
Ha demostrado su respeto hacía el legendario peleador Dominick Cruz, con quien entrenaba en el gimnasio Alliance MMA en California, donde afirmó que quería alcanzar el nivel de habilidades de lucha y adoptar la filosofía de Cruz.

## Récord en artes marciales mixtas
| Récord profesional | Récord profesional | Récord profesional |
| 19 peleas          | 12 victorias       | 7 derrotas         |
| ------------------ | ------------------ | ------------------ |
| Nocaut             | 3                  | 3                  |
| Sumisión           | 2                  | 3                  |
| Decisión           | 7                  | 1                  |

| Resultado | Récord | Oponente           | Método                                      | Evento                                   | Fecha                    | Ronda | Tiempo | Localización     | Notas                                                   |
| --------- | ------ | ------------------ | ------------------------------------------- | ---------------------------------------- | ------------------------ | ----- | ------ | ---------------- | ------------------------------------------------------- |
| Derrota   | 12–7   | Édgar Delgado      | Sumisión (heel hook)                        | LUX 043                                  | 28 de junio de 2024      | 1     | 4:18   | Zacatecas        | Por el Campeonato de Peso Pluma de LUX.                 |
| Victoria  | 12–6   | Jonas Ortega       | Decisión (unánime)                          | LUX 037                                  | 24 de noviembre de 2023  | 3     | 5:00   | Zacatecas        |                                                         |
| Derrota   | 11–6   | Víctor Madrigal    | Sumisión (rear-naked choke)                 | BSC 14                                   | 21 de abril de 2023      | 1     | 1:22   | Ciudad de México | Por el Campeonato de Peso Gallo de BSC.                 |
| Victoria  | 11–5   | Javier Guzmán      | TKO (golpes)                                | BSC 12                                   | 9 de diciembre de 2022   | 1     | 2:55   | Ciudad de México |                                                         |
| Victoria  | 10–5   | Andre Soukhamthath | Decisión (unánime)                          | XFC 44                                   | 28 de mayo de 2021       | 3     | 5:00   | Des Moines       |                                                         |
| Derrota   | 9–5    | Louis Smolka       | TKO (golpes)                                | UFC on ESPN: Hermansson vs. Vettori      | 5 de diciembre de 2020   | 2     | 2:15   | Las Vegas        |                                                         |
| Derrota   | 9–4    | Sean O’Malley      | TKO (patada en la cabeza y puñetazos)       | UFC 248                                  | 7 de marzo de 2020       | 1     | 2:02   | Las Vegas        |                                                         |
| Victoria  | 9–3    | Carlos Huachin     | Decisión (unánime)                          | UFC Fight Night: Rodríguez vs. Stephens  | 21 de septiembre de 2019 | 3     | 5:00   | Ciudad de México |                                                         |
| Derrota   | 8–3    | Nathaniel Wood     | Sumisión (rear-naked choke)                 | UFC Fight Night: Till vs. Masvidal       | 16 de marzo de 2019      | 2     | 2:46   | Londres          |                                                         |
| Victoria  | 8–2    | Teruto Ishihara    | Decisión (unánime)                          | UFC 221                                  | 11 de febrero de 2018    | 3     | 5:00   | Perth            |                                                         |
| Victoria  | 7–2    | Diego Rivas        | Decisión (unánime)                          | UFC Fight Night: Pettis vs. Moreno       | 5 de agosto de 2017      | 3     | 5:00   | Ciudad de México |                                                         |
| Victoria  | 6–2    | Joey Gomez         | Decisión (unánime)                          | UFC Fight Night: Poirier vs. Johnson     | 17 de septiembre de 2016 | 3     | 5:00   | Hidalgo          |                                                         |
| Victoria  | 5–2    | Leonardo Morales   | Sumisión (estrangulamiento trasero desnudo) | UFC Fight Night: Boetsch vs. Henderson   | 6 de junio de 2015       | 1     | 2:34   | Nueva Orleans    |                                                         |
| Derrota   | 4–2    | Alejandro Pérez    | Decisión (unánime)                          | UFC 180                                  | 15 de noviembre de 2014  | 3     | 5:00   | Ciudad de México | The Ultimate Fighter Latin America Final de Peso Gallo. |
| Derrota   | 4–1    | Davi Ramos         | TKO (golpes)                                | Extreme Fight Academy: Mexico vs. Brazil | 15 de noviembre de 2013  | 1     | 2:38   | Tuxtla Gutierrez |                                                         |
| Victoria  | 4–0    | Jorge Gamboa       | TKO (golpes)                                | Combate Extremo: Teco vs. Gamboa         | 5 de octubre de 2013     | 1     | 2:25   | Monterrey        |                                                         |
| Victoria  | 3–0    | Alejandro Pérez    | Decisión (unánime)                          | Fight Club Mexico 3                      | 2 de agosto de 2013      | 2     | 1:08   | Aguascalientes   |                                                         |
| Victoria  | 2–0    | Daniel Langarcía   | Sumisión (rear-naked choke)                 | Fight Hard Championship 3                | 11 de mayo de 2013       | 1     | N/A    | Guadalajara      |                                                         |
| Victoria  | 1–0    | Alexis Gallardo    | TKO (golpes)                                | Fight Club Mexico 2                      | 16 de marzo de 2013      | 1     | 3:01   | México           |                                                         |